# Halowe Mistrzostwa Europy w Łucznictwie 1996
5. Halowe Mistrzostwa Europy w Łucznictwie odbyły się w dniach 14 - 18 lutego 1996 roku w Mol w Belgii. Po raz pierwszy na mistrzostwach wystartowali zawodnicy strzelający z łuków bloczkowych. 

## Medaliści

### Seniorzy

#### Strzelanie z łuku klasycznego
| Konkurencja:           | Złoto:                                                      | Srebro:                                                          | Brąz:                                                      |
| indywidualnie kobiet   | Natalia Valeeva                                             | Ołena Sadownicza                                                 | Barbara Mensing                                            |
| indywidualnie mężczyzn | Alessandro Rivolta                                          | Matteo Bisiani                                                   | Pascal Pelletier                                           |
| drużynowo kobiet       | Niemcy · Barbara Mensing · Cornelia Pfohl · Astrid Hänschen | Ukraina · Ołena Sadownicza · Natalja Bołotowa · Galinowska       | Rosja · Plichina · Bolotowa · Margarita Galinowskaja       |
| drużynowo mężczyzn     | Szwecja · Petersson · Göran Bjerendal · Larsson             | Włochy · Matteo Bisiani · Alessandro Rivolta · Michele Frangilli | Ukraina · Stanisław Zabrodzki · Ihor Parchomenko · Tarasow |

#### Strzelanie z łuku bloczkowego
| Konkurencja:           | Złoto:                                                        | Srebro:                                            | Brąz:                                               |
| indywidualnie kobiet   | Petra Ericsson                                                | Pernilla Svensson                                  | Susanne Kessler                                     |
| indywidualnie mężczyzn | Mario Ruele                                                   | Markus Gross                                       | Antonio Tosco                                       |
| drużynowo kobiet       | Szwecja · Petra Ericsson · Pernilla Svensson · Ulrika Sjöwall | Francja · Valérie Fabre · Sophie Cordier · Deburck | Dania · Susanne Kessler · Mari Haajanen · Krisensen |
| drużynowo mężczyzn     | Włochy · Mario Ruele · Giuseppe Agnello · Antonio Tosco       | Francja · Genet · Dardenne · Schneider             | Hiszpania · Catalan · Garcia · Rojas                |

## Klasyfikacja medalowa
| Lp. | Państwo   | Złoto | Srebro | Brąz | Razem |
| 1.  | Włochy    | 3     | 2      | 1    | 6     |
| 2.  | Szwecja   | 3     | 1      | 0    | 4     |
| 3.  | Niemcy    | 1     | 1      | 1    | 3     |
| 4.  | Mołdawia  | 1     | 0      | 0    | 1     |
| 5.  | Francja   | 0     | 2      | 1    | 3     |
| 5.  | Ukraina   | 0     | 2      | 1    | 3     |
| 7.  | Dania     | 0     | 0      | 2    | 2     |
| 8.  | Hiszpania | 0     | 0      | 1    | 1     |
| 8.  | Rosja     | 0     | 0      | 1    | 1     |